# 丘雷亞鄉
47°4′N 27°35′E / 47.067°N 27.583°E
丘雷亞鄉（羅馬尼亞語：Comuna Ciurea, Iași），是羅馬尼亞的鄉份，位於該國東北部，由雅西縣負責管轄，面積29平方公里，海拔高度93米，2007年人口10,769，人口密度每平方公里374人。